# Öregrund
Öregrund er et byområde i Östhammars kommun i Uppsala län i Sverige. I 2010 var indbyggertallet 1.555.